# パラサイト (1998年の映画)
『パラサイト』（The Faculty）は、1998年製作のアメリカ映画。ロバート・ロドリゲス監督、ケヴィン・ウィリアムソン脚本のホラー映画である。

## ストーリー
オハイオ州ハリントン高校。アメリカのどこの都市にでもあるような平凡な高校で、いじめられっ子のケイシーは、グラウンドで奇妙な生物を見つける。ケイシーはそれを生物の先生の元に持って行き、水槽の中に入れてみると、その生物は生き返ったように動き出す。一方、チアリーダーのデライラは、教師たちの様子がおかしいことに気づく。

## 登場人物

### 主要人物 (主人公)
ケイシー・コナー
いじめられっ子の優等生。ある日、パラサイトの死骸を見つけて先生たちの異変を察知し、ジークら仲間5人と共にパラサイトの親玉を倒すことを決意する。仲間が次々とパラサイトに寄生されていく中、その1人・メアリーベスこそが親玉だったことを知り、ストークリーと共に更衣室に逃げ込むが、彼女まで寄生されたうえにジークも瀕死の重傷を負ってしまう。最後は自らも寄生されかける捨て身の行動でメアリーベスを倒してヒーローと称えられ、デライラら新聞部や地元の新聞社が殺到する。
ジーク・タイラー
博識な不良の留年生。校内で偽造免許や薬を販売しているが、後者に含まれるカフェインの脱水作用が、後にパラサイトへの強力な対抗手段となる。ケイシーら5人と共に自宅へ逃げ込み、パラサイトに寄生されたデライラに薬の製造機を破壊されて窮地に追い込まれるが、捨て身の作戦で薬のストックを取りに行くことに成功する。メアリーベスを不審に思い、親玉であることを知った後に対決するが、返り討ちで重傷を負ってしまう。決戦後はフットボールチームのメンバーになった。
デライラ・プロフィット
新聞部部長兼チアリーダー。良くも悪くも社交的で、世間体や身だしなみに気を使うタイプ。ある日、教師たちの異変をいち早く察知し、他の5人と共にジークの家に逃げ込むが、ファーロングの襲撃の際にパラサイトに寄生されてしまう。メアリーベスを倒したケイシーによって解放された後、彼の活躍を新聞に掲載した。
ストークリー・ミッチェル
SF小説オタクのゴス。孤独を愛するアウトサイダーと嘯いているが実際には他人とのコミュニケーションを恐れており、周囲にはレズビアンと吹聴することで他人を遠ざけている。他の仲間がパラサイトに寄生されていく中、口振りからメアリーベスが親玉であることを知り、ケイシーと共に逃げるもメアリーベスに捕まって寄生されてしまう。しかし、最終的にはメアリーベスを倒したケイシーによって解放された。
メアリーベス・ハッチンソン
孤児の転校生。正体はカフェインを弱点とするパラサイトの親玉であり、ジークの薬を使ったテストでは、パラサイトで鼻孔を塞いで薬を吸ったように見せかけて床に捨てることで回避し、終盤に正体を披露した。人間から変化した当初の体格は人間よりやや大きいだけだったが、その後はプールの水を吸収して数倍になっている。ストークリーに寄生し、ジークに重傷を負わせたうえでケイシーに寄生していくが、その直前に薬を打ち込まれていたため、自滅した。
スタン・ロサド
フットボールチームのキャプテン。優秀な選手として持て囃されるあまり、フットボール以外のことまで過大評価されることに嫌気が差してチームを辞めようとしていた。ドレイク校長の死後はフットボールチームのもとへ向かうが、パラサイトに寄生されてしまう。メアリーベスを倒したケイシーによって解放され、決戦後は正式にフットボールを辞めた模様。

### 生徒
ゲイブ・サンドラ
フットボールチームのメンバーでスタンのチームメイト。メアリーベスがこの学校に転校した後は経緯が不明のままパラサイトに寄生されるが、メアリーベスを倒したケイシーによって解放された模様。

### 教師
ジョー・ウィリス
優秀なスタンさえもこき下ろす短気な性格の持ち主であるフットボールコーチ。謎の人物によって寄生されてしまう。ケイシーによって解放された決戦後は寄生された影響で性格が丸くなった。
エリザベス・バーク
ジークのことを気に掛ける内気な教師。パラサイトに寄生されたことで凶暴な性格に一変。その後性格が丸くなり、ジークを襲ったが、首と胴体を真っ二つにされてしまう。しかし、ジークはカフェインでできた薬を打ち込まず恐怖に怯え逃げ込んだ事と、その直後に結合したことで、ケイシーによって解放された決戦後に健全な姿を見せることができた。
ローザ・ハーパー
保健師。ウィリスとオルゾンの異変を察知し、逃げようとしたが、オルゾンによって寄生されてしまう。メアリーベスを倒したケイシーによって解放された模様。
エドワード・ファーロング
生物教師。パラサイトの事を生徒達に見せたが、その直後に寄生されてしまい。ケイシー達を襲ったが、ジークに指を切断された上、カフェインでできた薬を目に打ち込まれ脱水症状を起こし死亡したと思われたが、エンドロール中に目に眼帯を付け、指に包帯を巻いた姿で現れた状態で生存していたことが判明する。
ジョン・テイト
歴史教師。ゲイブ同様メアリーベスがこの学校に転校した後は経緯が不明のままパラサイトに寄生されるが、メアリーベスを倒したケイシーによって解放された模様。
カレン・オルゾン
ウィリスがドレイク校長を襲った際にパラサイトに寄生されてしまう。メアリーベスを倒したケイシーによって解放された模様。
ヴァレリー・ドレイク
ハリントン高校校長。ウィリスの襲撃の際にすでに寄生されたオルゾンに殺害されてしまい、その後パラサイトに寄生されてしまう。ケイシーらにカフェインでできた薬を吸うように強要されたが、拒否してしまった為、ジークに殺害される。その直後、パラサイトが大量発生し、それを見たメアリーベスに薬をかけられ溶けてしまった。エンドロールで生存が判明したファーロングを除くと本作で死亡したのは、老教師のフランメルに続いて2人目となった。

## キャスト
| 役名                         | 俳優                       | 日本語吹替 | 日本語吹替   |
| 役名                         | 俳優                       | ソフト版   | フジテレビ版 |
| ---------------------------- | -------------------------- | ---------- | ------------ |
| ケイシー・コナー             | イライジャ・ウッド         | 岡野浩介   | 野島健児     |
| ジーク・タイラー             | ジョシュ・ハートネット     | 今井朋彦   | 神奈延年     |
| デライラ・プロフィット       | ジョーダナ・ブリュースター | 田中敦子   | 魏涼子       |
| ストークリー・ミッチェル     | クレア・デュヴァル         | 本田貴子   | 朴璐美       |
| メアリーベス                 | ローラ・ハリス             | 篠原恵美   | 小林さやか   |
| スタン・ロサド               | ショーン・ハトシー         | 檜山修之   | 坪井智浩     |
| ゲイブ・サントラ             | アッシャー・レイモンド     | 河相智哉   | 樫井笙人     |
| ジョー・ウィリス先生         | ロバート・パトリック       | 井上和彦   | 谷口節       |
| エリザベス・バーク先生       | ファムケ・ヤンセン         | 金野恵子   | 五十嵐麗     |
| ローザ・ハーパー先生         | サルマ・ハエック           | 門美樹     | 寺内よりえ   |
| エドワード・ファーロング先生 | ジョン・スチュワート       | 石井隆夫   | 水野龍司     |
| カレン・オルソン先生         | パイパー・ローリー         | 菊池いづみ | さとうあい   |
| ジョン・テイト先生           | ダニエル・フォン・バーゲン | 遠藤純一   | 有本欽隆     |
| ジェシカ・ブランメル先生     | スーザン・ウィリス         | 大橋世津   |              |
| ヴァレリー・ドレイク校長     | ビビ・ニューワース         | 唐沢潤     | 一城みゆ希   |

- フジテレビ版：初回放送2002年3月23日『ゴールデンシアター』